# Francisco Ortego Vereda
Francisco Ortego Vereda (Madrid, 1833 - Bois-Colombes, França, 1881) va ser un humorista gràfic i pintor espanyol.

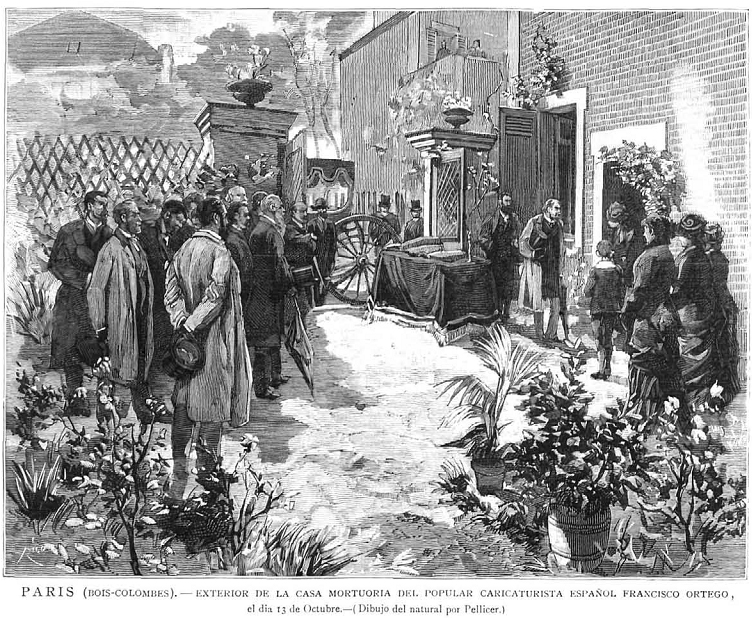
Exterior de la casa mortuòria de Francisco Ortego a Bois-Colombes, dibuix de Josep Lluís Pellicer publicat a La Ilustración Española y Americana.

## Biografia
Va estudiar a l'Escola de Belles arts de San Fernando de Madrid i més tard va residir molt temps a Barcelona. Va il·lustrar nombroses novel·les i va realitzar litografies. Va col·laborar, conreant un estil caricaturesc i mordaç, en publicacions com El Pájaro Rojo, El Garbanzo, Fray Verás, El Cascabel, Don Diego de Noche, El Bazar i sobretot Gil Blas (1864),i edità El Fisgón (1865), Doña Manuela (1865), El Sainete (1867) y Jeremías (1869).
En 1867, publicà a El Museo Universal els tipus populars d'Àvila representats en les figures de l'artesoner i la serrana segons gravat de José Severini. També va il·lustrar obres literàries, com la de Pedro Antonio de Alarcón, Diario de un testigo de la guerra de África, de 1860, o Don Juan Tenorio, de Manuel Fernández y González. Es va encarregar d'elaborar els cartells publicitaris de l'empresa espanyola Chocolates Matías López.
Com a pintor, la seva obra més coneguda és Muerte de Cristóbal Colón, pintura d'història amb la qual va obtenir esment honorífic especial en l'Exposició Nacional de Belles Arts de l'any 1864, però, en general, la seva obra pictòrica és de petit format i fàcil composició, basada en una temàtica de tipus populars.
També treballà per a la publicació periòdica La Ilustración Española y Americana. Mal pagat com a dibuixant i amb una nombrosa família, la seva situació econòmica era dificultosa i unit a les seves idees polítiques republicanes i liberals, el va arrossegar en 1871 a exiliar-se a França per millorar el seu futur, on va romandre fins al final de la seva vida. Va publicar en diferents periòdics satírics de París. Quan es va produir la seva defunció, l'Editorial Gaspar Roig va preparar una edició que es va editar a Madrid d'un Album Ortego, amb una antologia dels seus dibuixos, que va ser prologat i presentat per Josep Lluís Pellicer, per ajudar econòmicament a la vídua i els fills.
Va ser un excel·lent cronista humorístic i tècnic dels personatges de la seua època i autor de diverses sàtires polítiques destacades. D'acord amb alguns investigadors com Jesús Rubio i Joan Estruch, Ortego hauria estat a més l'autor de Los Borbones en pelota, obra d'autoria discutida. No obstant això, altres autors com José Orcajo de Francisco rebutgen aquesta teoria.

## Galeria

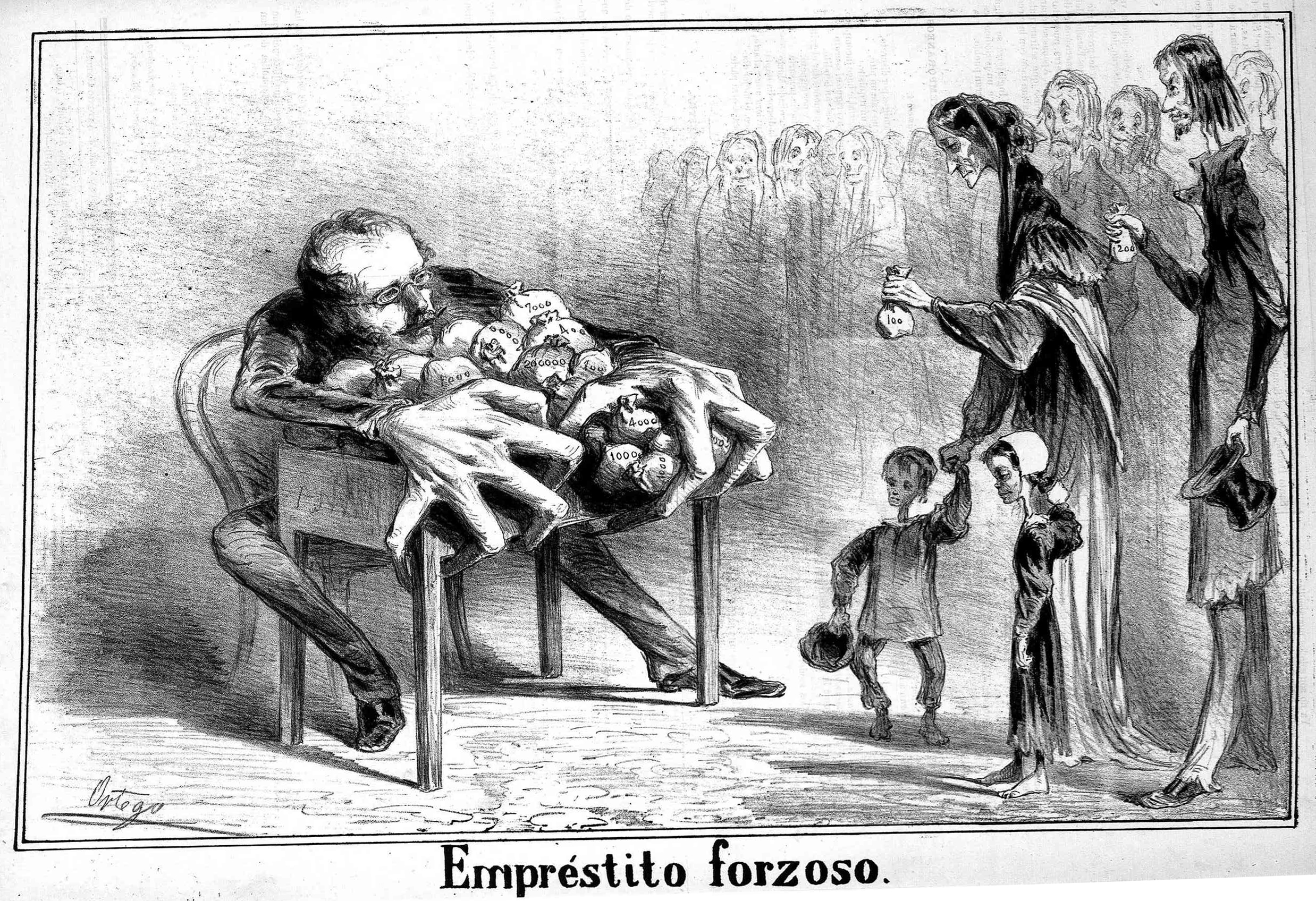
Empréstito forzoso, a Gil Blas, 1865.
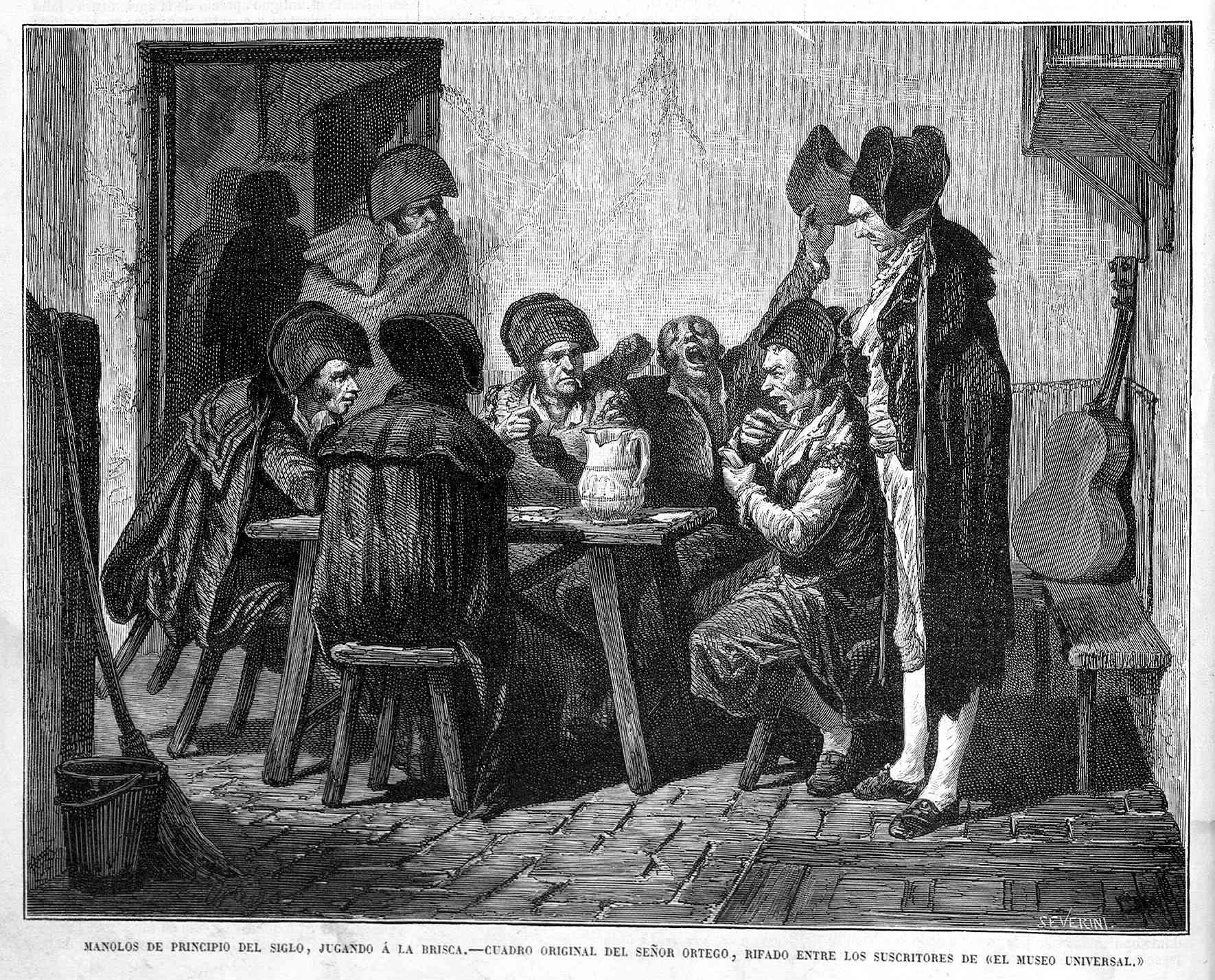
Manolos de principio de siglo, jugando a la brisca, a El Museo Universal, 1866.
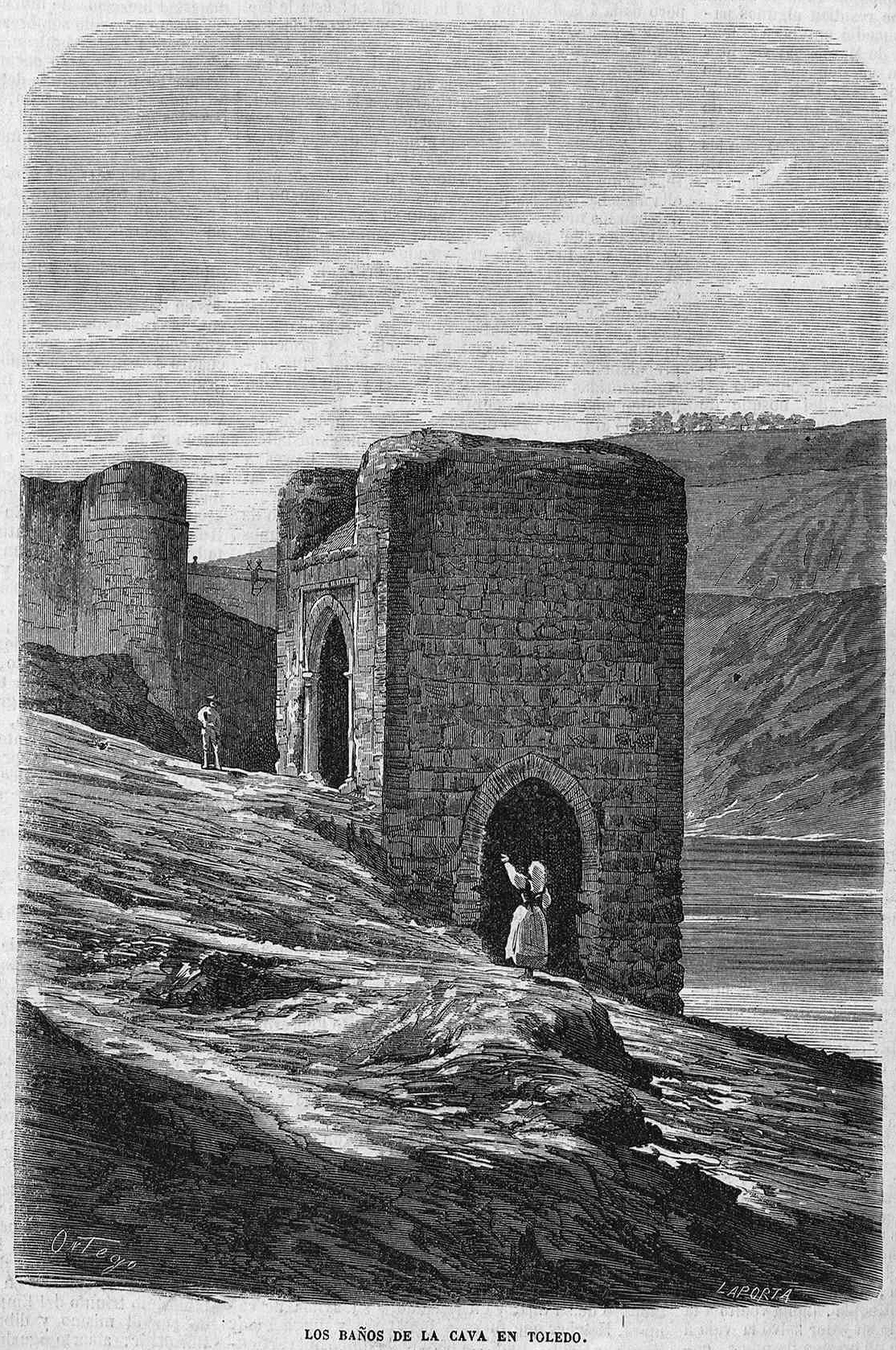
Los Baños de la Cava en Toledo, a El Museo Universal, 1866.
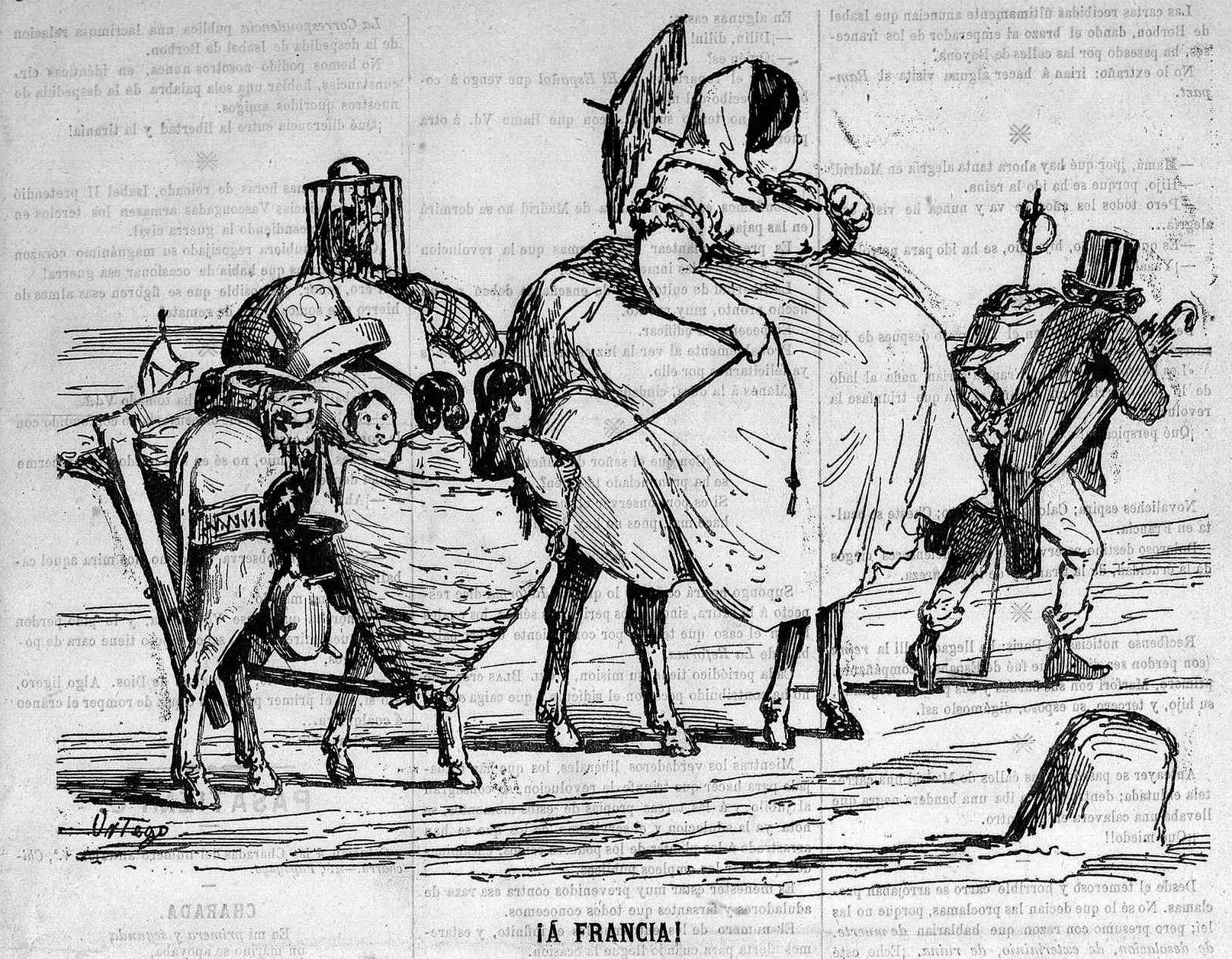
¡Á Francia!, Isabel II a Gil Blas, 1868.
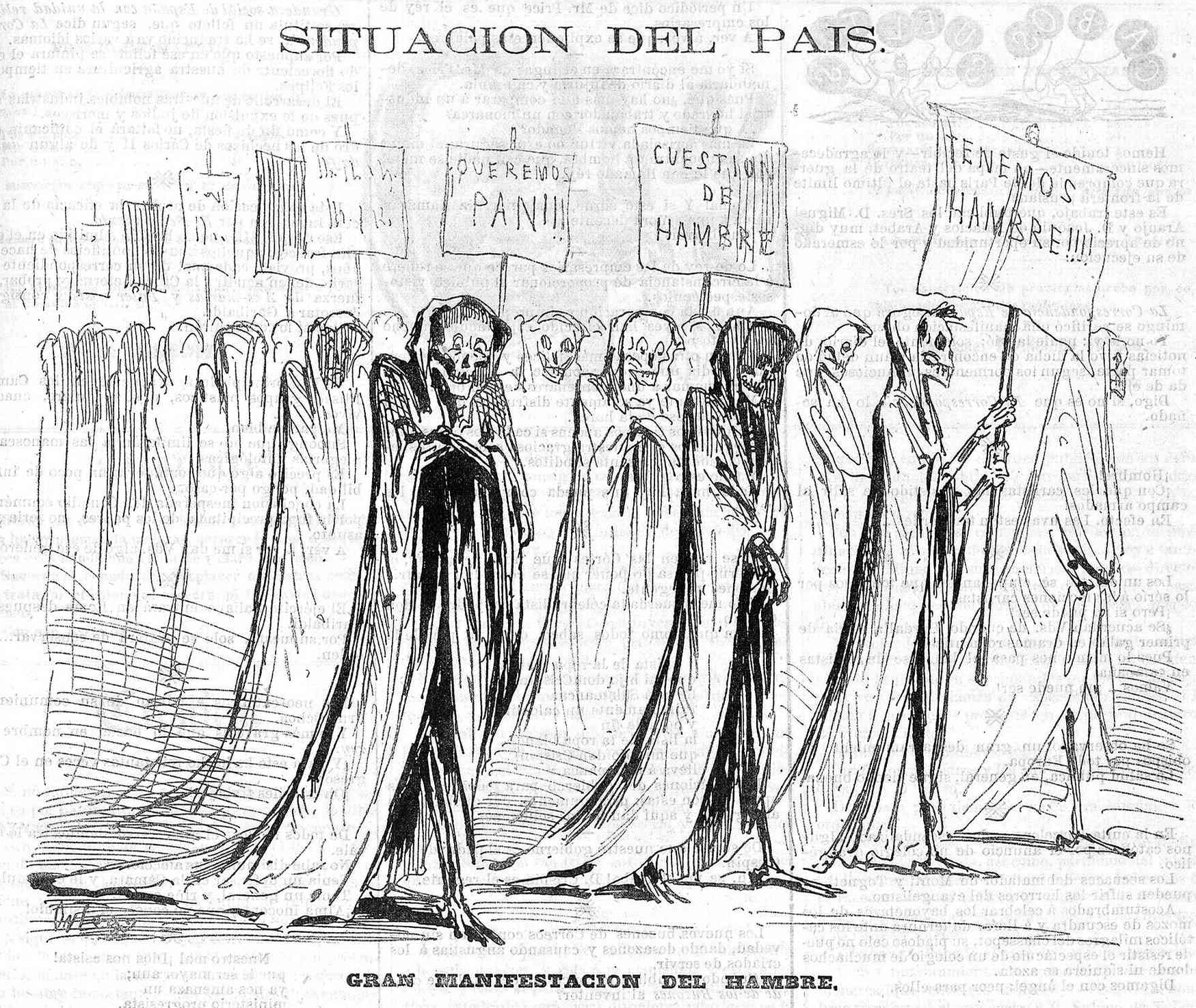
Gran manifestación del hambre, a Gil Blas, 1870.
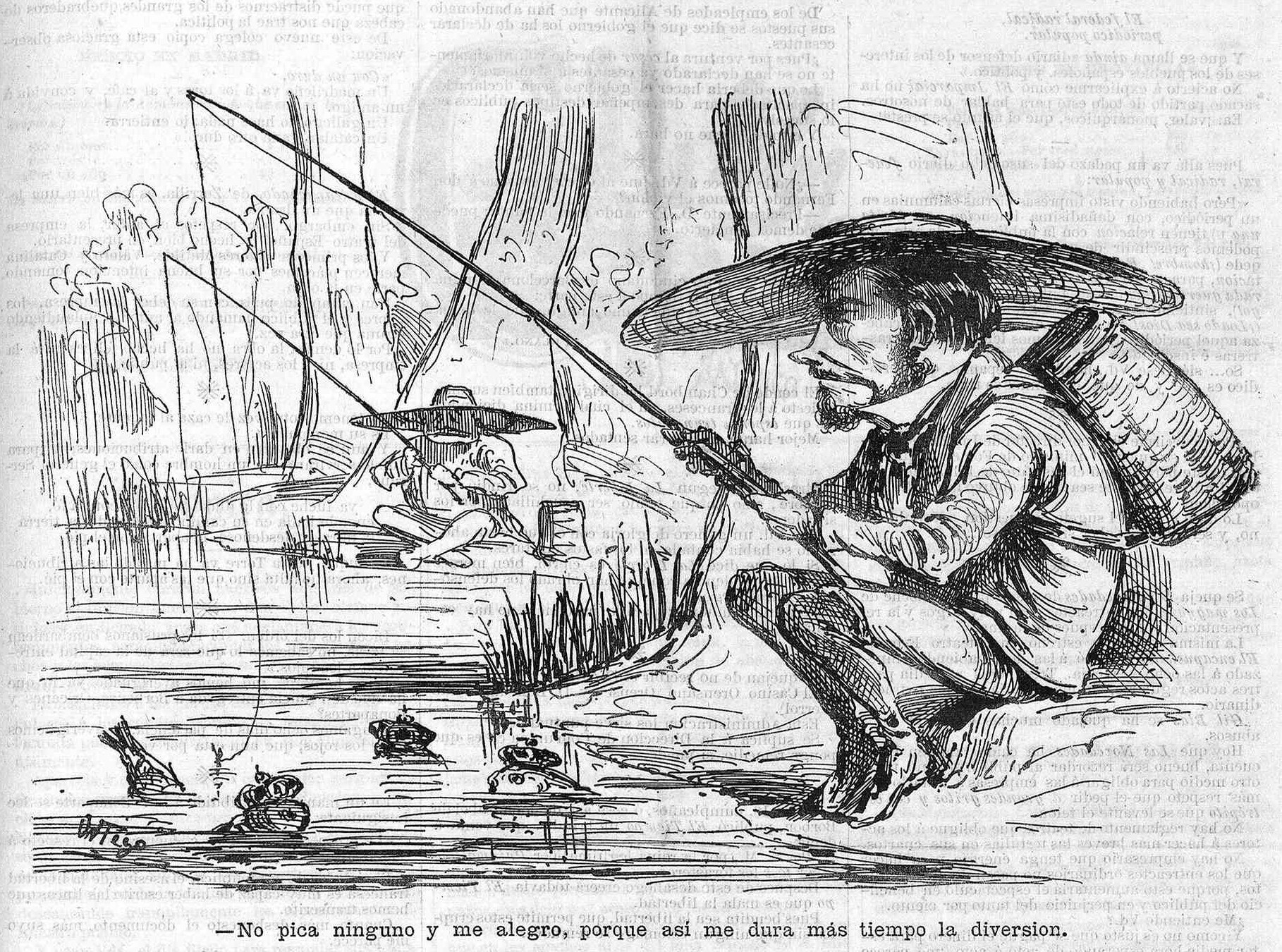
No pica ninguno y me alegro, porque así me dura más tiempo la diversión, Joan Prim a Gil Blas, 1870.